# Günter Sonnenberg
Günter Sonnenberg (Karlsruhe, 21 juli 1954) is een voormalig lid van de Rote Armee Fraktion (RAF).
Begin van de jaren zeventig trok Sonnenberg met Adelheid Schulz, Christian Klar en Knut Folkerts – die later allemaal als RAF-terroristen zouden worden veroordeeld – in een woongemeenschap in Karlsruhe.
Hij werd verdacht van betrokkenheid bij de moord op procureur-generaal Siegfried Buback en twee van diens begeleiders op 7 april 1977. Op 3 mei 1977 werd Sonnenberg samen met Verena Becker bij een paspoortcontrole in Singen in een café opgemerkt. Die namiddag waren de beide terroristen met de trein van Bonn naar Singen gereisd om daar over de grens met Zwitserland te vluchten. Toen ze zich niet konden identificeren werden ze naar hun auto begeleid. In het voetgangersgebied van Singen ontstond een vuurgevecht tussen de terroristen en twee politieagenten. De politieagenten raakten gewond, en van hen zelfs zwaargewond, nadat Sonnenberg negen maal van korte afstand op hen had geschoten. Door het kapen van een voorbijrijdende Opel Ascona wisten de beide terroristen in eerste instantie te ontsnappen. Na een achtervolgingsjacht met de politie door Singen lieten ze de auto achter op een landweggetje en probeerden te voet hun ontsnapping verder voort te zetten.
Na een volgende schotenwisseling, waarbij Sonnenberg in zijn achterhoofd en Becker in zijn onderbeen werd geraakt werden ze beiden gearresteerd. Bij de arrestatie werden wapens in beslag genomen die bij de aanslag op procureur-generaal Buback waren gebruikt. Sonnenberg lag de daaropvolgende vier weken in een coma.
Op 26 april 1978 werd Sonnenberg in Stuttgart tot tweemaal levenslang veroordeeld en op 15 mei 1992 voorwaardelijk vrijgelaten. De rechtszaak tegen Sonnenberg in de zaak van Buback werd om gezondheidsredenen stopt gezet. Hij was een van de gevangenen voor wie de RAF in de herfst van 1977 door middel van de ontvoering van de voorzitter van de Duitse werkgeversorganisatie, Hanns-Martin Schleyer vrijlating eiste.
Op 14 december 2007 werd bekend dat de Duitse justitie Sonnenberg wilde gijzelen om hem zo te dwingen de naam van de schutter in de moord op Buback te noemen. Dit verzoek werd door het gerechtshof op 3 januari 2008 afgewezen omdat Sonnenberg zich anders mogelijk zelf zou belasten.